# Kopparnålstjärt
Kopparnålstjärt (Discosura letitiae) är en fågel i familjen kolibrier.

## Utbredning och systematik
Fågeln är endast känd utifrån två exemplar som införskaffades 1852 och som angavs komma från Bolivia. Resultatet av en studie som undersökte ett förslag om att dessa enda två kända exemplar av kopparnålstjärt egentligen var juvenila spatelstjärtskokotter  stödde kopparnålstjärtens status som egen art. Den behandlas som monotypisk, det vill säga att den inte delas in i några underarter.

## Status
IUCN anser att det råder kunskapsbrist om dess hotstatus.

## Namn
Fågelns vetenskapliga artnamn hedrar Laetitia del Gallo (b. 1850), dotter till Julie Désirée Marchesa di Roccagiovine och barnbarn till grand-daughter of Charles Napoléon Bonaparte.